# Diplospondichthys
Diplospondichthys è un genere estinto di pesci ossei della classe Actinopterygii, conosciuto esclusivamente attraverso la specie Diplospondichthys moreaui. Questo pesce visse durante il Cretaceo superiore (Cenomaniano) e i suoi resti sono stati rinvenuti in Marocco.

## Descrizione
L'unico esemplare noto è completo e articolato, sebbene solo pochi elementi cranici siano conservati in buone condizioni. L’aspetto più distintivo di Diplospondichthys moreaui risiede nella sua colonna vertebrale straordinaria: l’intero scheletro assiale è formato da vertebre diplospondiliche, ossia con due centri per segmento, per un totale di almeno 64 vertebre, pari a 128 centri. Questa configurazione, unita alla forma allungata del corpo, gli conferisce un aspetto anguilliforme e una probabile notevole flessibilità.
Il cranio mostra premascelle strette con denti conici, denti ben sviluppati anche su mascella e dentario, e tre denti faringei perforanti su ciascun lato, sostenuti da un supporto osseo. Le vertebre sono ben ossificate e fortemente costrittive nei confronti della notocorda. Sono presenti elementi impari come interdorsali, supraneurali e interemali che si articolano con spine neurali ed emali a partire dalla 33ª e fino alla 61ª vertebra. Lateralmente, a partire dalla 37ª vertebra fino alla coda, sono presenti scaglie spinose dorsali e ventrali. Le pinne dorsale e anale sono molto estese, con raggi numerosi e debolmente calcificati. Il segmento caudale dello scheletro è ridotto a piccole vertebre.

## Classificazione
Diplospondichthys moreaui venne descritto per la prima volta nel 2009, sulla base di un esemplare ritrovato nell’Unità II della Formazione Kem Kem, nel Cenomaniano (Cretaceo superiore), circa 10 chilometri a sud di Tafraout, in Marocco. L’olotipo, catalogato come Poi-SGM 60a-b (parte e controparte), è conservato nella Collection de Paléontologie du Service Géologique du Maroc.
Benché alcune caratteristiche possano suggerire affinità con i teleostei, Diplospondichthys moreaui presenta una combinazione di tratti anatomici così insolita da rendere incerta la sua collocazione sistematica precisa. Per questa ragione, gli autori lo hanno provvisoriamente classificato come Actinopterygii incertae sedis. La singolare morfologia dello scheletro assiale ne fa un potenziale elemento chiave nello studio evolutivo della colonna vertebrale negli osteitti.

## Etimologia
Il nome del genere, Diplospondichthys, richiama la presenza di vertebre diplospondiliche che caratterizzano l’intera colonna vertebrale del pesce. Il nome della specie, *moreaui*, è un omaggio a Fabrice Moreau, scopritore dell’esemplare fossile.